# Pedro Santos
Pour les articles homonymes, voir Santos (homonymie).
Pedro Miguel Martins Santos, né le 22 avril 1988 à Lisbonne, est un footballeur portugais qui joue au poste d'ailier.

## Biographie
Pedro Santos joue pendant sa jeunesse dans trois différents clubs, dont le Casa Pia AC, de 13 à 19 ans. Il y débute en senior à un niveau amateur. En 2009-2010, il contribue à la promotion de son équipe en troisième division.
Santos entame alors une carrière professionnelle au Leixões SC, en deuxième division portugaise, où il s'impose progressivement.
En 2012, il est recruté par le Vitória de Setúbal. Il débute en Primeira Liga le 19 août contre le CD Nacional, et marque son premier but le 4 novembre contre le Sporting.
L'été suivant, il rejoint le SC Braga, un des principaux clubs du pays. Il est immédiatement prêté à l'Astra Giurgiu, en Roumanie, mais il joue peu et revient en décembre au Portugal, et termine la saison avec un nouveau prêt, à Rio Ave. Les deux saisons suivantes, il gagne sa place à Braga, dispute 74 matchs toutes compétitions confondues (notamment 8 matchs en Ligue Europa) avec 15 buts. Le 22 mai 2016, il participe notamment à la victoire de son équipe en finale de la Coupe du Portugal face au FC Porto.
Le 26 octobre 2022, au terme de la saison, son contrat n'est pas renouvelé par le Crew de Columbus et il se retrouve donc libre. Quelques semaines plus tard, le 21 novembre, il s'engage à D.C. United. Cependant, il est libéré de son contrat par D.C. United à l'issue de la saison 2024.

## Palmarès
Casa Pia AC
- Vainqueur du championnat du Portugal de quatrième division en 2010

 SC Braga
- Vainqueur de la Coupe du Portugal en 2016[3]
- Finaliste de la Coupe de la Ligue portugaise en 2017

 Crew de Columbus
- Vainqueur de la Coupe MLS en 2020
- Vainqueur de la Campeones Cup en 2021